# Rhagoletis conversa
Rhagoletis conversa
 es una especie de insecto del género Rhagoletis de la familia Tephritidae del orden Diptera. 
Brethes la describió científicamente por primera vez en el año 1919.